# The Black Label
The Black Label Inc. (tiếng Hàn: 더 블랙 레이블; viết cách điệu là THEBLACKLABEL hay THEBLΛƆKLΛBEL) là một hãng thu âm của Hàn Quốc và là công ty liên kết của YG Entertainment. Nó được thành lập vào năm 2015 bởi nhà sản xuất Teddy và Kush của YG.

## Quá trình hoạt động
Vào ngày 22 tháng 9 năm 2015, YG Entertainment đã công bố việc tạo ra công ty con có tên là The Black Label do Teddy và Kush đứng đầu. Một trong các ca sĩ thuộc quyền sở hữu là Zion.T, là nghệ sĩ có sản phẩm bán chạy thứ hai ở Hàn Quốc năm 2015 sau BigBang. Vào ngày 3 tháng 5 năm 2017, Okasian đã ký hợp đồng độc quyền với The Black Label. Daniel Chung (trước đây gọi là Decipher) cũng đã ký hợp đồng với The Black Label. The Black Label cũng là công ty quản lý của Somi, cô được thông báo đã ký hợp đồng với The Black Label vào tháng 9 năm 2018 và ra mắt vào ngày 13 tháng 6 năm 2019. Công ty chỉ quản lí nhóm nhạc, các nghệ sĩ solo và hỗ trợ quảng bá (LOREN).

## Nghệ sĩ
| - Somi - Zion.T - Vince - Taeyang - Rosé - Park Chaeyoung | - Meovv - Allday Project | - Teddy - Rosé - R. Tee - Zion.T - Peejay - 24 - Vince - Løren - Danny Chung - Bryan Cha$e (Hoyun) - Okasian - Somi - ALV - SE.A - ALYN | - Ella Gross - Lee Jun-young - Heo Jae-hyuk - Rosé - Park Bo-gum |

### Danh sách đĩa hát
| Năm  | Thời gian        | Tiêu đề                         | Nghệ sĩ                   | Loại                |
| ---- | ---------------- | ------------------------------- | ------------------------- | ------------------- |
| 2017 | Ngày 1 tháng 2   | OO                              | Zion.T                    | Đĩa đơn mở rộng     |
| 2017 | Ngày 4 tháng 9   | Walkin' VOL.2                   | Peejay                    | Album phòng thu     |
| 2017 | Ngày 4 tháng 12  | Snow (눈) (feat. Lee Moon-se)   | Zion.T                    | Đĩa đơn             |
| 2018 | Ngày 15 tháng 10 | ZZZ                             | Zion.T                    | Đĩa đơn mở rộng     |
| 2019 | Ngày 6 tháng 3   | What You Waiting For            | R.Tee x Anda              | Đĩa đơn             |
| 2019 | Ngày 13 tháng 6  | Birthday                        | Somi                      | Đĩa đơn             |
| 2019 | Ngày 2 tháng 1o  | Mennal (feat. Okasian)          | Vince                     | Đĩa đơn             |
| 2019 | Ngày 6 tháng 11  | May                             | Zion.T                    | Đĩa đơn             |
| 2020 | Ngày 4 tháng 2   | Emergency (feat. Zion.T)        | Vince                     | Đĩa đơn             |
| 2020 | Ngày 20 tháng 7  | What You Waiting For            | Somi                      | Đĩa đơn             |
| 2020 | Ngày 13 tháng 11 | Empty Trash                     | Løren                     | Đĩa đơn             |
| 2021 | Ngày 25 tháng 7  | NEED (ooo-eee)                  | Løren                     | Đĩa đơn             |
| 2021 | Ngày 2 tháng 8   | Dumb Dumb                       | Somi                      | Đĩa đơn             |
| 2021 | Ngày 25 tháng 10 | All My Friends Are Turning Blue | Løren                     | Đĩa đơn             |
| 2021 | Ngày 31 tháng 10 | XOXO                            | Somi                      | Album phòng thu     |
| 2021 | Ngày 27 tháng 12 | Gift!                           | Zion.T                    | Đĩa đơn             |
| 2023 | Ngày 13 tháng 1  | Vibe                            | Taeyang feat. Jimin (BTS) | Đĩa đơn kỹ thuật số |
| 2023 | Ngày 7 tháng 8   | Game Plan                       | Somi                      | Đĩa đơn kỹ thuật số |